# Pusztavacs
Pusztavacs é uma vila no Condado de Pest (Pest Megye), Hungria, cerca de 54 km a sudeste da capital  Budapeste. Sua população é de 1.530 habitantes. A vila é notável por ser o Centro Geográfico do país, que é marcado por uma pirâmide octogonal de 11 metros de altura, construído em 1978 com projeto do arquiteto József Kerényi .
47° 10′ 17″ N, 19° 30′ 04″ L